# Modello del punto di riordino
Il modello del punto di riordino (reorder point model) è un modello di gestione delle scorte utilizzato in ingegneria gestionale.
Esso si può considerare un'estensione del modello del lotto economico in cui:
- il lead time è diverso da zero
- l'ordine di un nuovo lotto Q di prodotti parte quando il livello di magazzino scende sotto un certo livello R, da cui anche la dicitura (Q,R) policy o (R,Q) policy.
- Il livello di magazzino è noto in ogni istante di tempo

## Descrizione del modello
Ogni volta che il livello disponibile di magazzino scende sotto al livello di riordino R, viene lanciato un ordine pari a Q (cioè al lotto economico), che giungerà in magazzino in un tempo pari a LT dopo l'ordine stesso.

## Variabili presenti nel modello
- Q: quantità di prodotto da ordinare
- R: livello di riordino della scorta disponibile IP
- I (Inventory): livello di scorta fisica, cioè il numero di pezzi fisicamente presenti nel magazzino
- IP (Inventory Position: livello di scorta disponibile, cioè il numero di pezzi in magazzino più gli ordini.